# Бровді Роберт Йосипович
Бро́вді Ро́берт Йо́сипович (позивний «Мадяр»; нар. 9 серпня 1975, Ужгород, Закарпатська область) — український військовослужбовець, майор ЗСУ, відомий як засновник і командир підрозділу «Птахи Мадяра». Герой України (2025). Командувач Сил безпілотних систем ЗСУ (з 3 червня 2025).
До вторгнення був бізнесменом, торгував зерном, зокрема відомий проєктом «Гранум», співзасновник арт-фундації «БровдіАрт».

## Життєпис
1997 року закінчив Ужгородський національний університет за спеціальністю «Економіка підприємства».
З 1998 року займався підприємницькою діяльністю, спершу займався роздрібною торгівлею, потім нерухомістю. Працював у сфері будівельного бізнесу. Був одним з основних девелоперів в Ужгороді.
Бізнес Бровді: «Маркет-БК» (операції з нерухомістю), «Імперія фуд» (торгівля продуктами харчування), «Скотч енд сода Україна» (торгівля одягом).
Працював генеральним директором Аграрної біржі України в Міністерстві аграрної політики.
З осені 2010 року по травень 2012 року був генеральним директором компанії «Хліб Інвестбуд». З травня 2012 року по 31 січня 2013 року обіймав посаду комерційного директора компанії «Хліб Інвестбуд». З 2013 року обіймає посаду заступника голови управління «Державної продовольчо-зернової корпорації України» (ДПЗКУ). 1 липня 2014 р. звільнений з посади першого заступника голови правління ДПЗКУ.
Група компаній «Гранум», співзасновником яких був Роберт Бровді, входила у топ-5 експортерів зернових з України у понад 20 країн світу. У 2015—2016 роках «Гранум» були № 1 в Україні з обсягу експорту зернових до Китаю.
З 2017 року Роберт Бровді займався розширенням девелоперських проєктів, котрі були призупинені з моменту повномасштабного вторгнення: «передав партнерам і пішов на війну».
Колекціонер та поціновувач закарпатського класичного мистецтва та українського сучасного мистецтва. Засновник Фундації "БровдіАрт, що просуває українське сучасне мистецтво у світі. Збірка творів із колекції фундації «Бровді Арт» багаторазово представляли Україну у різних музеях Европи. Сумісно з фундацією «Абрамович Арт» здійснювали видавництво книжок та альбомів про сучасне українське мистецтво, участь у виставках та проведення міжнародних конкурсів молодих митців. Діяльність фундації призупинена у момент повномасштабного вторгнення.

### Військова діяльність

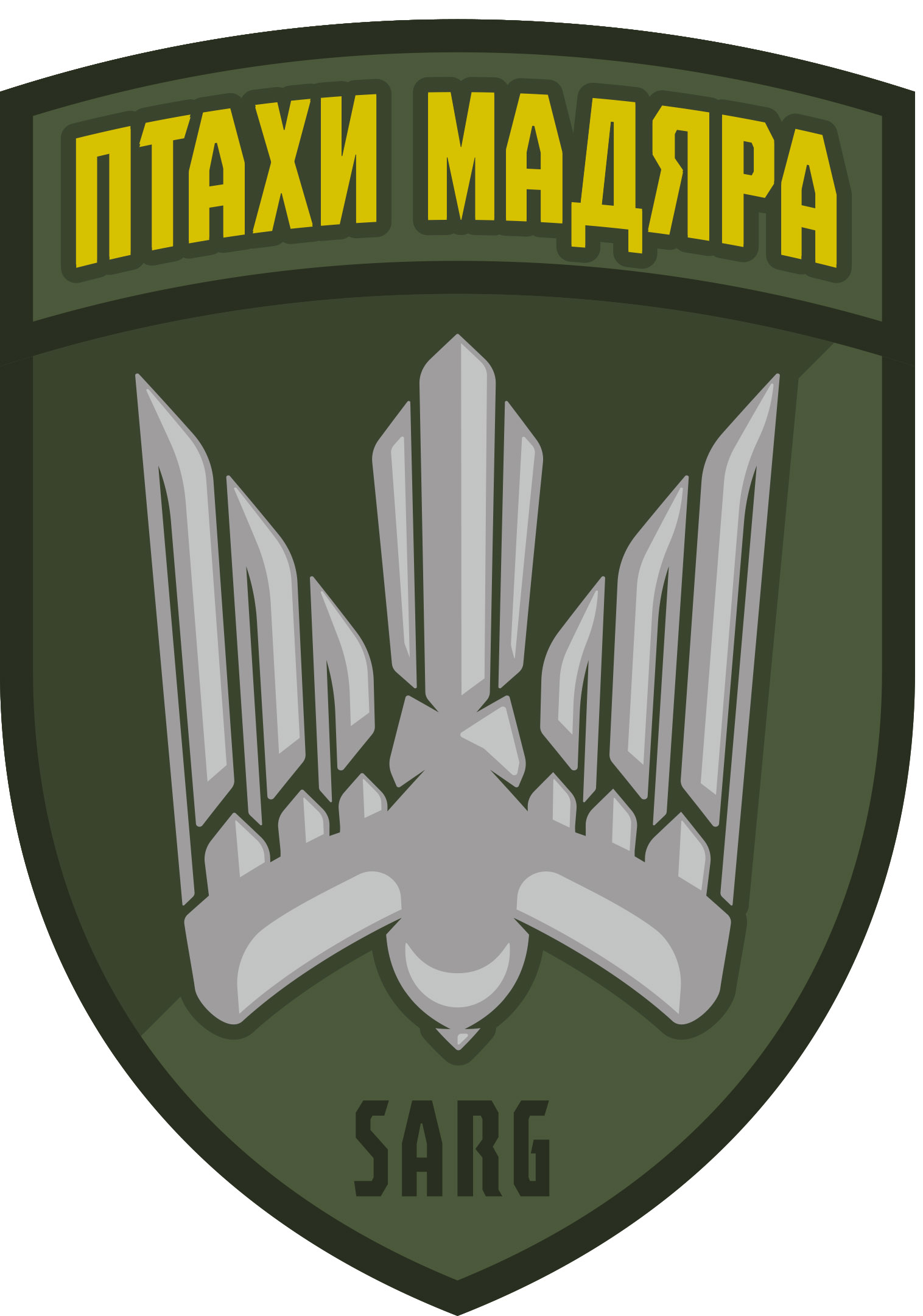
Шеврон підрозділу Птахи Мадяра

7 лютого 2022 записався в Оболонську ТрО. Командир взводу другої штурмової роти 206 об ТрО в підпорядкуванні 28 ОМБР ЗСУ. У лавах ЗСУ з 24 лютого 2022 року у складі 206 об ТрО. У складі 206 об ТрО брав участь в евакуації людей з Ірпеня, Бучі, Бородянки.
На початку квітня його стрілецький взвод 2 штурмової роти 206 батальйону ТРО 28 ОМБр відправили на передову на херсонському напрямку. Тоді Бровді оголосив народний збір коштів. І — зібравши необхідну суму та залучивши до того військовослужбовців тактичної групи «Шершень» Петра Долинського — почав обстежувати лінію фронту.
У травні-червні того ж року створив окремий підрозділ аеророзвідників, який назвав своїм позивним «Птахи Мадяра». До листопада того року підрозділ виконує п'ять видів аеророзвідки: знаходить ворожі сили, патрулює лінію фронту, коригує вогонь, управляє дронами-камікадзе та «факультативно» скидає вибухові пристрої на ворога.

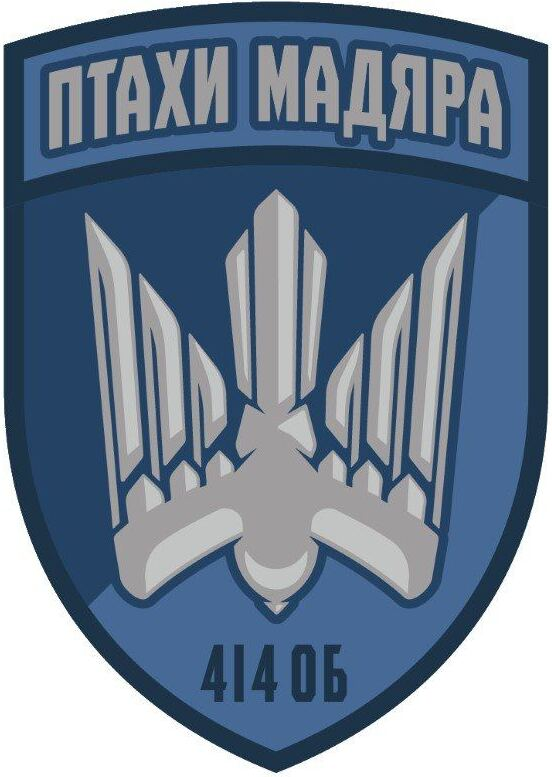
Шеврон підрозділу 414 ОБУБАС Птахи Мадяра

З 15 листопада 2022 року по 3 березня 2023 року після контрнаступу ЗСУ на Херсонському напрямку обороняв Соледар. Підрозділ «Птахи Мадяра» 251-ї ОБ ТРО, який перебував під командуванням ОСУВ Хортиця, виконував завдання аеророзвідки та коригування артилерії за участю 45-ї, 3-ї бригади Національної гвардії України, 26-ї, 55-ї, 43-ї, 44-ї ОАБр, ТГР Адам, 24-ї ОМБр. Вони брали участь у боях за населені пункти Бахмут, Соледар, Благодатне, Красна Гора, Парасковієвка, Берхівка, Опитне, Кліщіівка, Курдюмівка, Озарянівка у 2022—2023 роках. Також виконувалися спецоперації з супроводження штурмових дій в Опитному, Бахмуті та спецоперації по обміну полонених у Бахмуті та Опитному у 2023 році. З березня підрозділ «Птахи Мадяра» отримав наказ вийти з району Бахмуту і перейти на нові позиції.
З 5 березня по 11 червня 2023 року Роберт Бровді як командир роти ударних безпілотних авіаційних комплексів (РУБАК) 59-ї Окремої мотопіхотної бригади брав участь у боях у Первомайському, Авдіївці, Старомихайлівці/Красногорівці та Мар'їнці на Донецькому напрямку. Виконувались завдання аеророзвідки, використовувалися ударні БПЛА та FPV-дрони, патрулювання лінії бойового зіткнення та спецоперації ударними БПЛА у місті Донецьк, населених пунктах Піски, Лозове та Ясинувата.
З 13 червня по 1 жовтня 2023 року брав участь у контрнаступі як командир ротно-тактичної групи (РТГР)  «Птахи Мадяра» у підпорядкуванні ОТУ Донецьк. Виконувалися завдання ударної аеродіяльності, аеророзвідки, дистанційного мінування та коригування, РЕБ та радіоелектронної розвідки на користь 37-ї, 35-ї, 38-ї, 36-ї окремих бригад морської піхоти. Протягом цього періоду тривали бої та визволення населених пунктів Урожайне та Старомайорське. Вперше був оприлюднений звіт про результати аеродіяльності РТГР «Птахи Мадяра» за період контрнаступу (з 13 червня по 30 вересня 2023 року), де було вражено 514 ворожих цілей за 110 діб етапу, у тому числі 309 було знищено.
З 3 жовтня 2023 року і до теперішнього часу Роберт Бровді разом з РТГР  «Птахи Мадяра», яка перебуває під командуванням Командування Морської Піхоти ЗСУ, бере участь у контрнаступі на лівому березі Дніпра. Ведуться бої за населений пункт Кринки. За період жовтня 2023 — січня 2024 РТГР «Птахи Мадяра» було уражено 764 одиниць техніки, в тому числі 273 знищено. Започаткований проект радіоелектронної розвідки (РЕР) та радіоелектронної боротьби (РЕБ), за 4 місяця бойових дій на півдні (Лівобережний плацдарм, Херсон-Кринки), з жовтня 2022 по 28.01.24, силами зведеної групи РЕБ та РЕБ Птахи Мадяра разом з Морською Піхотою виявлено 2124 ворожих дронів ФПВ, з яких знищено 1632 ворожих дрона. Даний проект інтенсивно поширюється у силах ЗСУ, ТРО, ДПСУ, ССО та СБУ шляхом навчання екіпажів на базі Птахів Мадяра та оснащення навчених екіпажів комплексами РЕР.
З 16 січня 2024 року ротно-тактична група (РТГР) «Птахи Мадяра» стала окремою військовою частиною: 414 ОБУБАС Морської Піхоти ЗСУ (Окремий батальйон ударних безпілотних авіаційних систем Корпусу Морської піхоти). Без виводу батальйону із зони бойових дій, здійснюється набір фахівців до складу новостворенного підрозділу на понад 40 спеціальностей. Крім того Роберт Бровді до цього дня був командиром роти, а тепер став командиром батальйону.
З січня 2024 року підрозділ «Птахи Мадяра» разом з Робертом Бровді був перекинутий на Харківський напрямок, для посилення Вовчанського з'єднання.

#### На посаді Командувача СБС
3 червня 2025 року призначений командувачем Сил безпілотних систем Збройних сил України.

## Волонтерська діяльність
З грудня 2022 року Бровді зареєстрований як волонтер. Веде активну медійну діяльність, направлену на висвітлення результатів роботи підрозділу «Птахи Мадяра» та на збір коштів з метою дооснащення сотень підрозділів ЗСУ, ТРО, ДПСУ, СБУ, ССО. Активно звітує про забезпечення вищезазначених підрозділів. За рахунок найбільших публічних зборів коштів придбано та розподілено 9000 народних дронів-ФПВ F7, понад 200 штурмових човнів з двигунами Suzuki для підрозділів Морської Піхоти ЗСУ та ТРО, десятки тисяч плат ініціації бойової частини дронів, 4000 евакуаційних возиків, сотні дронів Mavic 3 та тепловізійних дронів Mavic 3Т, десятки тисяч виробів «цукеркок» для скидів з дронів, понад 100 комплектів радіоелектронної розвідки (РЕР) тощо.
Підрозділ «Птахи Мадяра» дооснащено ударними комплексами коптерного типу та типу ударне крило, розвідувальними крилами, системами виявлення та іншими системами ураження. На базі підрозділу «Птахи Мадяра» проводяться регулярні навчання інших підрозділів ЗСУ, ТРО, ДПСУ, СБУ та ССО навичкам дистанційного мінування, керування дронами-ФПВ, ведення радіоелектронної розвідки та радіоелектронної боротьби, спорядження БЧ до дронів, дослідницька та інженерна діяльність на винайдення нових видів та рішень, вдосконалення існуючих засобів ударних та розвідувальних БПЛА, бойових частин до них, розвитку та застосування штучного інтелекту.

## Нагороди
- звання Герой України з врученням ордена «Золота Зірка» (8 травня 2025) — за особисту мужність і героїзм, виявлені у захисті державного суверенітету та територіальної цілісності України, самовіддане служіння Українському народові[20].
- Хрест бойових заслуг (2024) — за особисту мужність, виявлену у захисті державного суверенітету та територіальної цілісності України, самовіддане виконання військового обов'язку[21].
- Орден Богдана Хмельницького ІІ ступеня (2025) — за особисту мужність, виявлену у захисті державного суверенітету та територіальної цілісності України, самовіддане виконання військового обов'язку[22].
- Орден Богдана Хмельницького ІІІ ступеня (2023) — за особисту мужність і героїзм, виявлені у захисті державного суверенітету та територіальної цілісності України, високий професіоналізм, вірність військовій присязі[23]
- Почесний нагрудний знак Головнокомандувача ЗСУ «Золотий хрест»[24][25]
- Відзнака Президента України «За оборону України» (2023)[26][27]
- Відзнака Міністра оборони України «Вогнепальна зброя» (2023)[28]
- Почесний нагрудний знак «Хрест хоробрих» (2023)
- Нагрудний знак «За розвиток Закарпаття» (червень 2023)[29]

- «Золота Зірка», 12 травня 2025 року[30].

## Політична діяльність
Очолював обласну організацію «Фронту Змін» у Закарпатській області. Після того, як він очолив компанію «Хліб Інвестбуд», розірвав відносини з Арсеном Яценюком і «Фронтом Змін». Депутат Закарпатської обласної ради VI скликання. Склав повноваження 2015 року.

## Сім'я
Одружений з Наталією Бровді, має двох синів.